# 橋本みゆき featuring you
橋本みゆき featuring you（はしもとみゆき フィーチャリング･ユー）はランティスウェブラジオ内で『期間限定ラジオ』として毎週金曜日に配信されていたWebラジオ。
パーソナリティは歌手の橋本みゆき。

## 概要
- 当初はアルバム『Brilliant Moment』（及び関連ライブ）の販促のため、「期間限定」と銘打って橋本個人のプライベートやちょっとした出来事、リリースニュースを時間の許す限り話していくラジオとして始まった。様々なインターネットラジオ番組でゲスト出演した経験のある橋本だが、自身の名前を冠してパーソナリティを担当する番組はこれが初めてであった。
- 番組開始の直前に自身の公式ウェブサイトを公開した。
- 橋本は「FM的なラジオ」にしたかったが、これまで行われてきた番組企画の主旨と橋本自身の芸人キャラが災いして『お笑いラジオ』みたいになりつつあった。なお本人はあくまで「歌姫」であり、芸人扱いされることを快く思っていない。
- 橋本が他番組でゲスト出演する際は「Sキャラ芸人」として有名であるが、当番組では逆に番組スタッフにいろいろやらされている。『いじられている橋本が見られる』のが売りの一つであり、彼女はスタッフのことを「ドSなスタッフ」とよく言っていた。
- 番組が進むにつれ、「期間限定」というフレーズはいつしかリスナーからの投稿メールを煽る意味合いに変わっていった。
- スタッフから橋本への罰ゲームによくノニジュースやセンブリ茶をよく飲ませていたが、第37回からシークワーサーの原液に変更された。
- 橋本と共にブースに入っている男性スタッフは橋本に「小僧」と呼ばれている。あくまで番組スタッフであるが、他番組とは違い、橋本の話し相手になったり、企画説明等の際には実際にマイクの前で喋ったりしている。リスナーからの投稿メールでも「小僧さん」と呼ばれていた。
- 番組のジングルを、橋本自身が番組中に作っており、それらは複数ありランダムに流れる。
- 本編は第61回で終了したが、翌週に4thアルバム『Double Flower』発売日記念として「特別編」が放送された。

## 主題歌
オープニングテーマ『Brilliant Moment』
エンディングテーマ『Sky Sanctuary』

## コーナー
- 一応存在するらしいが特に決まっていない。通常はフリートーク・ふつおた・橋本の曲を流す構成である。
- 月一回の割合でふつおたを重点的に読む時間を設けている。
- そのほかにも持ち歌ベストテンなどの突発的な企画を何度か行っている。

## ゲスト
- 05：鈴木マサキ

橋本の代表する楽曲の編曲を担当している。通称「まーくんハート」。
- 09：ノゾミ（Little Non）
- 15：yozuca*
- 33：小野学

2009年4月から放送されるアニメ「咲-Saki-」の監督で宣伝に来た。
- 45,56,61：yozuca*